# Hardwick (Vermont)
Hardwick es un pueblo ubicado en el condado de Caledonia en el estado estadounidense de Vermont. En el año 2010 tenía una población de 3.010 habitantes y una densidad poblacional de 29,89 personas por km².

## Geografía
Hardwick se encuentra ubicado en las coordenadas 44°31′5″N 72°20′59″O / 44.51806, -72.34972.

## Demografía
Según la Oficina del Censo en 2000 los ingresos medios por hogar en la localidad eran de $33,636 y los ingresos medios por familia eran $39,278. Los hombres tenían unos ingresos medios de $27,188 frente a los $21,732 para las mujeres. La renta per cápita para la localidad era de $14,813. Alrededor del 14% de la población estaban por debajo del umbral de pobreza.